# Clematis graveolens
Clematis graveolens är en ranunkelväxtart som beskrevs av John Lindley. Clematis graveolens ingår i släktet klematisar, och familjen ranunkelväxter. Inga underarter finns listade i Catalogue of Life.

## Bildgalleri

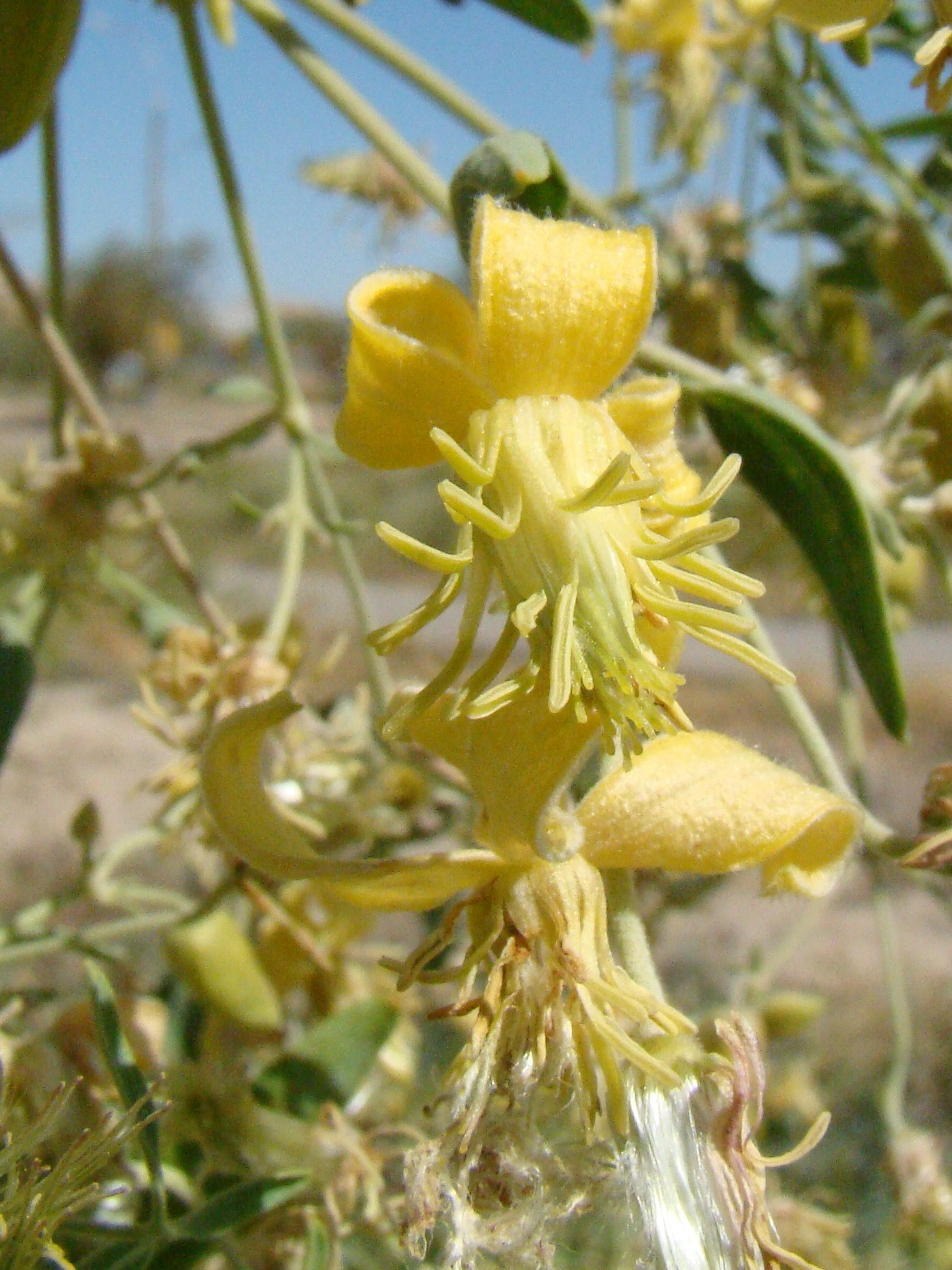
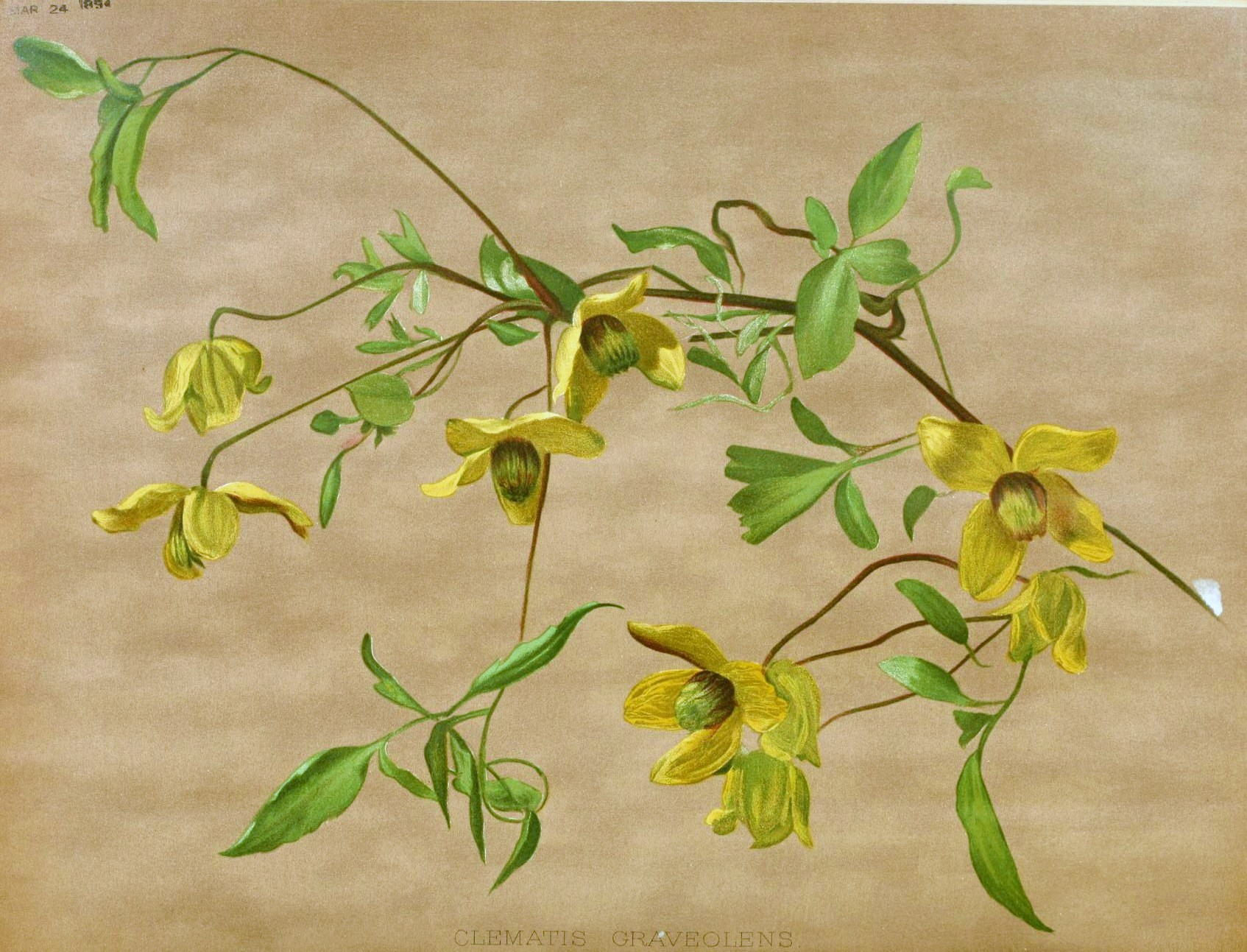